# Овечка (правый приток Кубани)
Ове́чка — река в Карачаево-Черкесии (Россия), правый приток Кубани. Протекает по территории Прикубанского района и Черкесска.
Берёт начало на северном склоне Кавказских гор, в междуречье Абазинки и Тамлыка. Течёт на северо-запад. Протекает в коллекторе под Большим Ставропольским каналом. Впадает в Кубань справа у села Чапаевское севернее Черкесска.
Населённые пункты на реке: Светлое, Черкесск, Чапаевское.